# Берта фон Хенеберг
Берта фон Хенеберг (на немски: Bertha/Berthe von Henneberg; * ок. 1225 в Хенеберг; † ок. 1257) от Дом Хенеберг е графиня от графство Хенеберг и чрез женитба графиня на графство Кастел (1250 – 1251/54).

## Произход
Тя е дъщеря на граф Попо VII фон Хенеберг († 1245), бургграф на Вюрцбург, и първата му съпруга Елизабет фон Вилдберг († 1220), дъщеря на Бертхолд фон Вилдберг († сл. 1187) и съпругата му фон Аухаузен. Баща ѝ Попо се жени втори път за Юта Клариция фон Тюрингия († 1235).

## Фамилия
Берта фон Хенеберг се омъжва пр. 10 април 1250 г. за граф Фридрих I фон Кастел († 1251/54), син на граф Руперт II фон Кастел († 1234/1240) и съпругата му Хедвиг († сл. 1240).
Те имат децата
- Фридрих III († сл. 8 май 1255)
- Херман I († ок. 1289), граф на Кастел, женен пр. 21 юли 1264 г. за графиня София фон Вилдберг († сл. април 1271)
- Хайнрих II (I) († сл. 18 mart 1307), граф на Кастел, женен I. на 15 юли 1260 1260 г. за графиня София фон Йотинген († ок. 1270), II. пр. 25 март 1273 г. за Аделхайд фон Цолерн-Нюрнберг († 1307)
- Хедвиг († сл. 1291), омъжена пр. 26 март 1262 г. за граф Готфрид V фон Цигенхайн фогт на Фулда († 1272)
- син († сл. 1278)